# Судул (Островецький повіт)
Судул (пол. Sudół) — село в Польщі, у гміні Бодзехув Островецького повіту Свентокшиського воєводства.
Населення — 834 особи (2011).
У 1975-1998 роках село належало до Келецького воєводства.

## Демографія
Демографічна структура на день 31 березня 2011 року:
|          | Загалом | Допрацездатний вік | Працездатний вік | Постпрацездатний вік |
| -------- | ------- | ------------------ | ---------------- | -------------------- |
| Чоловіки | 401     | 74                 | 295              | 32                   |
| Жінки    | 433     | 90                 | 267              | 76                   |
| Разом    | 834     | 164                | 562              | 108                  |